# Розовка (Алтайский край)
Розовка — упразднённое село в Табунском районе Алтайского края. Точная дата упразднения не установлена.

## География
Село располагалось в 8 км к северо-востоку от села Табуны.

## История
Основано в 1911 году, немцами переселенцами из Причерноморья. До 1917 года лютеранское село Славгородской волости Барнаульского уезда Томской губернии.

## Население[1]
| год     | 1926 |
| ------- | ---- |
| человек | 68   |